# Ориентальный тип
Ориентальная раса (нем. Orientalische Rasse или англ. Oriental race — «восточная раса») — субраса (антропологический тип), входящая в большую европеоидную расу.

## История термина
Видимо, впервые термин «ориентальная раса» употребил французский учёный Жан-Батист Бори де Сен-Венсан. В своем сочинении 1827 г. он выделял 15 разновидностей человеческого рода. Арабская разновидность (Homo Arabicus) делилась им на 2 расы: атлантическую, или западную, и ориентальную (восточную), или адамическую. Бори полагал, что последняя развилась в Абиссинии, которую он считал местонахождением библейского рая.
Далее термин «ориентальная раса» (Orientale) употреблялся французским антропологом Ж. Деникером. Под ориентальной (то есть восточной) расой он понимал низкорослый (163—164 см), умеренно брахицефальный (головной указатель равен 82-83) и обладающий светло-золотистыми или соломенно-жёлтыми волосами, квадратным лицом, часто вздёрнутым носом и голубыми или серыми глазами тип. Эта раса связана в основном с восточными славянами и финнами и соответствует неодунайскому типу, выделенному американским антропологом К. Куном.
Однако после Деникера термин «ориентальная раса» употреблялся в первоначальном значении для обозначения населения Северной Африки и Ближнего Востока. Немецкий антрополог Э. Фишер (1923) включал в состав ориентальной расы туркмен и азербайджанцев.
Другой немецкий антрополог Э. Эйкштедт ввел для обозначения рас однообразную номенклатуру, составленную из названия характерной для расы этнической группы и окончания «иды». Это условное окончание без изменения применяется для обозначения как больших рас, так и меньших по объёму подразделений. В европидный круг рас Эйкштедтом включались депигментированные северные, центральные и южноевразийские расы. В числе последних он выделял медитерранидов, ориенталидов (индо-афганский тип Деникера) и индидов.
Итальянский антрополог Р. Биасутти в своём монументальном труде «Расы и народы Земли» (итал. Le razze e i popoli della terra, первое издание — 1939 г., второе — 1953—1960 гг.) выделил европеоидную расовую группу европидов, а в ней расу ориенталидов, включающую три подрасы: ливийскую, коптскую и арабскую.
Термин «ориенталиды» в значении Эйкштедта использовал английский биолог Джон Бейкер в своей книге «Раса» (Race, 1974) и американский белый националист Ричард Маккалок. В классификации последнего эта раса также именуется «арабидной» (Arabid). Бейкер описывал ориенталидов как стройных людей умеренного роста, крайне долихоцефальных, с выступающим затылком, узким и длинным лицом и узким носом, прямым либо орлиным. Цвет волос ориенталидов почти всегда чёрный, а кожа темная.
Известный советский антрополог В. П. Алексеев указывал, что ориентальная общность включает в себя популяции, проживающие в восточных прибрежных районах Каспийского моря (каспийский и закаспийский тип), и в свою очередь входит в более широкий ареал европеоидов с относительно средним ростом волосяного покрова и сравнительно тёмной кожей, то есть индо-афганскую расу.

## Распространение
Согласно Дж. Бейкеру, наиболее типичные ориенталиды проживают на Аравийском полуострове, но встречаются также среди населения Сирии и Ирака. Р. МакКаллок пишет, что «ориентальная раса преобладает в населении Аравийского полуострова, является главным элементом населения от Египта до Сирии, основным в северном Судане, важным элементом в Ираке, и преобладает среди восточных евреев». В другой работе этот автор упоминает распространённость данной субрасы в Сирии, Иордании, Ираке и Саудовской Аравии.